# Mount Maclaren
Mount Maclaren är ett berg i Kanada.   Det ligger på gränsen mellan Alberta och British Columbia, i den västra delen av landet, 2 900 km väster om huvudstaden Ottawa. Toppen på Mount Maclaren är 2 843 meter över havet, eller 547 meter över den omgivande terrängen. Bredden vid basen är 3,9 km.
Terrängen runt Mount Maclaren är huvudsakligen lite bergig.Trakten runt Mount Maclaren är nära nog obefolkad, med mindre än två invånare per kvadratkilometer.. Det finns inga samhällen i närheten.
I omgivningarna runt Mount Maclaren växer i huvudsak barrskog.